# Wojomir Wojciechowski
Wojomir Wojciechowski (ur. 1937 w Dorotyczach) – polski inżynier leśnik.
Urodził się w 1937 w Dorotyczach w ówczesnym powiecie sarneńskim województwa wołyńskiego w II Rzeczypospolitej
Ukończył studia na Wydziale Leśnym Wyższej Szkoły Rolniczej w Poznaniu, uzyskując tytuł inżyniera leśnika. Następnie od 1958 podjął pracę w Nadleśnictwie Lutowiska, pracując na stanowiskach stażysty i adiunkta, a od 1964 na posadzie nadleśniczego. W latach 1991–2003 sprawował stanowisko dyrektora Bieszczadzkiego Parku Narodowego. Zasiadł w Radzie Redakcyjnej periodyku „Roczniki Bieszczadzkie”. Był także myśliwym.
W wyborach parlamentarnych w 1989 bezskutecznie ubiegał się o mandat nr 205 Sejmu PRL X kadencji w okręgu wyborczym nr 51.
Poeta Jan Szelc napisał wiersz pt. Śnieżyca – kwiat połonin, zadedykowany Wojomirowi Wojciechowskiemu i wydany w tomiku poezji pt. Łzą żywiczną zalakowane w 2008.

## Publikacje
- Czar Bieszczadów – opowieści Woja (2009)[4]

## Odznaczenie
- Krzyż Oficerski Orderu Odrodzenia Polski (6 sierpnia 2001, za wybitne zasługi w ratownictwie górskim)[5]